# Dreamgirls
Dreamgirls (en Hispanoamérica Soñadoras) es una película estadounidense dirigida por Bill Condon. La película ganó el Premio Oscar a la Mejor Actriz Secundaria para Jennifer Hudson y a la Mejor Mezcla de Sonido, la cual estuvo a cargo de The Underdogs. Es una adaptación del musical del mismo nombre de 1981 del compositor Henry Krieger y cuyo guion fue de Tom Eyen.

## Argumento
La historia narra el ascenso, a finales de los años 1960 y principios de los 1970, de un trío vocal femenino de R&B formado en Detroit, las Dreamettes (en una disimulada alusión a The Supremes del que surgió Diana Ross) producida por una despiadada compañía discográfica de música negra que abandona los ideales del movimiento de liberación afroamericana, para conseguir un sonido más comercial (en clara referencia a Motown Records). Este grupo, formado por Deena Jones (Beyoncé Knowles), Effie White (Jennifer Hudson) y Lorrell Robinson (Anika Noni Rose), participa en un concurso de talentos donde son descubiertas por un mánager llamado Curtis Taylor, Jr. (Jamie Foxx) que les ofrece trabajar junto a James Early (Eddie Murphy), un cantante destacado en esos años. 
El hermano de Effie, C.C.White (Keith Robinson), es el compositor de las canciones de Early y el trío. Curtis realiza algunos cambios y Deena se convierte en la cantante principal del grupo a la vez que Effie es apartada y remplazada por Michelle Morris (Sharon Leal). El nuevo grupo llamado The Dreams, con Deena a la cabeza, se convierte en un éxito en todo el mundo. A pesar de eso, varios sucesos llevarán al grupo a darse cuenta de que la fama y el dinero no son lo más importante y Effie volverá a sus vidas.

## Premios
Con 8 nominaciones, fue la película más nominada para los Óscar del año 2006. Esta curiosidad de que la película más nominada fuera excluida de la categoría principal (no fue nominada a mejor película) se dio por primera y única vez hasta la fecha.
Recibió en total 31 premios y 34 nominaciones, entre los que destacan dos premios Óscar.

### Premios Oscar
| Año  | Categoría                 | Persona                                              | Resultado  |
| ---- | ------------------------- | ---------------------------------------------------- | ---------- |
| 2006 | Mejor actor de reparto    | Eddie Murphy                                         | Candidato  |
| 2006 | Mejor actriz de reparto   | Jennifer Hudson                                      | Ganadora   |
| 2006 | Mejor dirección artística | John Myhre Nancy Haigh                               | Candidatos |
| 2006 | Mejor diseño de vestuario | Sharen Davis                                         | Candidato  |
| 2006 | Mejor canción             | Henry Krieger, Scott Cutler y Anne Preven por Listen | Candidato  |
| 2006 | Mejor canción             | Henry Krieger y Siedah Garrett por Love You I Do     | Candidato  |
| 2006 | Mejor canción             | Henry Krieger y Willie Reale por Patience            | Candidato  |
| 2006 | Mejor sonido              | Michael Minkler Bob Beemer Willie Burton             | Ganador    |

### Globos de Oro
| Año  | Categoría                          | Persona                                                              | Resultado |
| ---- | ---------------------------------- | -------------------------------------------------------------------- | --------- |
| 2007 | Mejor Película - Comedia o Musical | Mejor Película - Comedia o Musical                                   | Ganadora  |
| 2007 | Mejor Actriz de Comedia o Musical  | Beyoncé Knowles                                                      | Candidata |
| 2007 | Mejor Actor de Reparto             | Eddie Murphy                                                         | Ganador   |
| 2007 | Mejor Actriz de Reparto            | Jennifer Hudson                                                      | Ganadora  |
| 2007 | Mejor Canción                      | Henry Krieger, Anne Preven, Scott Cutler, Beyonce Knowles por Listen | Candidata |